# East Brookfield
East Brookfield är en kommun (town) i Worcester County i delstaten Massachusetts, USA. Vid 2020 års folkräkning hade kommunen 2 224 invånare.